# Sanremo Young (prima edizione)
La prima edizione del talent show Sanremo Young è andata in onda dal 16 febbraio al 16 marzo 2018 su Rai 1, per un totale di 5 puntate.

## Cast
Alle selezioni hanno partecipato 1137 giovani cantanti, ma solo 12 sono stati selezionati per il cast.

### Academy (giuria)
- Iva Zanicchi
- Baby K
- Mara Maionchi
- Marco Masini
- Rocco Hunt

- Cristina D'Avena
- Angelo Baiguini
- Elisabetta Canalis
- Mietta
- Ricchi e Poveri

### Direttore d'orchestra
- Diego Basso

## Puntate
Legenda:
T Voto ottenuto dal Televoto espresso in percentuale
A+T Percentuale combinata che somma il voto dell'Academy a quello del Televoto
# Classifica di puntata

### Prima puntata
La prima puntata è andata in onda il 16 febbraio 2018.
| Ordine di uscita | Interprete          | Canzone                        | Voto Academy | Voto Academy | Voto Academy | Voto Academy | Voto Academy | Voto Academy | Voto Academy | Voto Academy | Voto Academy | Voto Academy    | Voto Academy | Voto Academy | T      | A+T    | #  |
| Ordine di uscita | Interprete          | Canzone                        | Maionchi     | Hunt         | Zanicchi     | Baby K       | Masini       | Canalis      | D'Avena      | Baiguini     | Mietta       | Ricchi e Poveri | Totale       | A            | T      | A+T    | #  |
| ---------------- | ------------------- | ------------------------------ | ------------ | ------------ | ------------ | ------------ | ------------ | ------------ | ------------ | ------------ | ------------ | --------------- | ------------ | ------------ | ------ | ------ | -- |
| 01               | Bianca Moccia       | Arriverà                       | 7            | 7            | 8            | 9            | 6            | 8            | 10           | 7            | 8            | 7               | 77           | 7,99%        | 7,54%  | 7,76%  | 8  |
| 02               | Raffaele Renda      | Un'emozione da poco            | 8            | 8            | 8            | 7            | 7            | 9            | 8            | 8            | 9            | 9               | 81           | 8,40%        | 14,45% | 11,43% | 2  |
| 03               | Luna Farina         | Oggi sono io                   | 9            | 9            | 9            | 8            | 8            | 9            | 9            | 8            | 10           | 10              | 89           | 9,23%        | 2,41%  | 5,82%  | 12 |
| 04               | Matteo Markus Bok   | Noi, ragazzi di oggi           | 6            | 6            | 7            | 6            | 6            | 7            | 8            | 7            | 9            | 8               | 70           | 7,26%        | 9,67%  | 8,47%  | 6  |
| 05               | Elena Manuele       | La cura                        | 9            | 10           | 8            | 8            | 9            | 7            | 10           | 7            | 7            | 7               | 82           | 8,51%        | 8,41%  | 8,46%  | 5  |
| 06               | Leonardo de Andreis | Pregherò                       | 7            | 7            | 8            | 9            | 7            | 8            | 9            | 9            | 9            | 7               | 80           | 8,30%        | 9,09%  | 8,69%  | 3  |
| 07               | Zaira               | Io vivrò (senza te)            | 7            | 7            | 7            | 9            | 6            | 8            | 9            | 9            | 8            | 9               | 79           | 8,20%        | 9,25%  | 8,72%  | 4  |
| 08               | Alexéf              | Non me lo so spiegare          | 8            | 7            | 6            | 5            | 7            | 5            | 8            | 8            | 7            | 7               | 68           | 7,05%        | 7,12%  | 7,08%  | 10 |
| 09               | Sharon              | Nessuno mi può giudicare       | 10           | 10           | 7            | 7            | 8            | 8            | 9            | 8            | 7            | 7               | 81           | 8,40%        | 3,31%  | 5,86%  | 11 |
| 10               | Rocco               | Il pescatore                   | 8            | 10           | 8            | 8            | 9            | 9            | 10           | 9            | 10           | 9               | 90           | 9,34%        | 15,57% | 12,45% | 1  |
| 11               | Ouiam               | Adagio                         | 8            | 9            | 9            | 8            | 7            | 6            | 8            | 8            | 10           | 9               | 82           | 8,51%        | 6,23%  | 7,37%  | 9  |
| 12               | Eleonora Pieri      | Quello che le donne non dicono | 9            | 8            | 7            | 8            | 9            | 10           | 8            | 9            | 9            | 8               | 85           | 8,82%        | 6,95%  | 7,89%  | 7  |

### Seconda puntata
La seconda puntata è andata in onda il 23 febbraio 2018.
| Ordine di uscita | Interprete          | Canzone                  | Voto Academy | Voto Academy | Voto Academy | Voto Academy | Voto Academy | Voto Academy | Voto Academy | Voto Academy | Voto Academy | Voto Academy    | Voto Academy | Voto Academy | T      | A+T    | #  |
| Ordine di uscita | Interprete          | Canzone                  | Maionchi     | Hunt         | Zanicchi     | Baby K       | Masini       | Canalis      | D'Avena      | Baiguini     | Mietta       | Ricchi e Poveri | Totale       | A            | T      | A+T    | #  |
| ---------------- | ------------------- | ------------------------ | ------------ | ------------ | ------------ | ------------ | ------------ | ------------ | ------------ | ------------ | ------------ | --------------- | ------------ | ------------ | ------ | ------ | -- |
| 01               | Raffaele Renda      | Ti sento                 | 9            | 9            | 9            | 9            | 7            | 8            | 9            | 9            | 8            | 10              | 87           | 10,55%       | 16,63% | 13,59% | 1  |
| 02               | Eleonora Pieri      | Vita spericolata         | 9            | 7            | 8            | 8            | 8            | 9            | 8            | 7            | 8            | 8               | 80           | 9,94%        | 6,20%  | 8,07%  | 9  |
| 03               | Rocco               | Il paradiso              | 8            | 9            | 7            | 8            | 6            | 8            | 10           | 8            | 7            | 8               | 79           | 9,58%        | 11,92% | 10,75% | 4  |
| 04               | Ouiam               | Grande amore             | 7            | 7            | 8            | 9            | 7            | 8            | 7            | 9            | 9            | 8               | 79           | 9,58%        | 12,37% | 10,97% | 3  |
| 05               | Matteo Markus Bok   | Se telefonando           | 6            | 5            | 7            | 7            | 6            | 7            | 8            | 7            | 7            | 7               | 67           | 8,12%        | 6,88ù5 | 7,50%  | 10 |
| 06               | Elena Manuele       | Impressioni di settembre | 9            | 10           | 9            | 8            | 9            | 10           | 10           | 10           | 9            | 9               | 93           | 11,27%       | 8,33%  | 9,80%  | 6  |
| 07               | Leonardo de Andreis | Cose della vita          | 7            | 7            | 8            | 9            | 7            | 8            | 8            | 8            | 9            | 8               | 79           | 9,70%        | 7,31%  | 8,51%  | 8  |
| 08               | Zaira               | Brucia la terra          | 8            | 8            | 8            | 9            | 7            | 10           | 9            | 10           | 7            | 9               | 85           | 10,30%       | 7,67%  | 8,98%  | 7  |
| 09               | Luna Farina         | Vivimi                   | 10           | 6            | 9            | 9            | 9            | 9            | 9            | 9            | 10           | 10              | 90           | 10,91%       | 12,51% | 11,71% | 2  |
| 10               | Bianca Moccia       | La musica è finita       | 9            | 7            | 8            | 9            | 8            | 10           | 8            | 8            | 8            | 8               | 83           | 10,06%       | 10,17% | 10,12% | 5  |

### Terza puntata
La terza puntata è andata in onda il 9 marzo 2018.
| Ordine di uscita | Interprete          | Voto Academy | Voto Academy | Voto Academy | Voto Academy | Voto Academy | Voto Academy | Voto Academy | Voto Academy | Voto Academy | Voto Academy | Voto Academy | Voto Academy | Voto Academy | Voto Academy | Voto Academy | Voto Academy | Voto Academy | Voto Academy | Voto Academy    | Voto Academy    | Voto Academy | Voto Academy | T      | A+T    | # |
| Ordine di uscita | Interprete          | Maionchi     | Maionchi     | Hunt         | Hunt         | Zanicchi     | Zanicchi     | Baby K       | Baby K       | Masini       | Masini       | Canalis      | Canalis      | D'Avena      | D'Avena      | Baiguini     | Baiguini     | Mietta       | Mietta       | Ricchi e Poveri | Ricchi e Poveri | Totale       | A            | T      | A+T    | # |
| Ordine di uscita | Interprete          | D            | Q            | D            | Q            | D            | Q            | D            | Q            | D            | Q            | D            | Q            | D            | Q            | D            | Q            | D            | Q            | D               | Q               | Totale       | A            | T      | A+T    | # |
| ---------------- | ------------------- | ------------ | ------------ | ------------ | ------------ | ------------ | ------------ | ------------ | ------------ | ------------ | ------------ | ------------ | ------------ | ------------ | ------------ | ------------ | ------------ | ------------ | ------------ | --------------- | --------------- | ------------ | ------------ | ------ | ------ | - |
| 01               | Raffaele Renda      | 7            | 9            | 8            | 9            | 8            | 9            | 9            | 9            | 7            | 9            | 9            | 10           | 9            | 9            | 7            | 8            | 9            | 9            | 10              | 9               | 173          | 12,80%       | 18,96% | 15,88% | 1 |
| 02               | Bianca Moccia       | 7            | 9            | 8            | 9            | 6            | 9            | 8            | 9            | 7            | 9            | 9            | 10           | 9            | 9            | 8            | 8            | 8            | 9            | 9               | 9               | 169          | 12,50%       | 9,76%  | 11,13% | 8 |
| 03               | Luna Farina         | 10           | 9            | 9            | 9            | 8            | 8            | 9            | 8            | 8            | 7            | 10           | 8            | 9            | 8            | 8            | 10           | 9            | 8            | 9               | 9               | 173          | 12,80%       | 13,11% | 12,95% | 3 |
| 04               | Rocco               | 8            | 9            | 6            | 9            | 7            | 8            | 6            | 8            | 6            | 7            | 8            | 8            | 8            | 8            | 7            | 10           | 8            | 8            | 8               | 9               | 156          | 11,54%       | 13,07% | 12,30% | 6 |
| 05               | Zaira               | 8            | 9            | 8            | 9            | 8            | 9            | 8            | 9            | 8            | 9            | 9            | 10           | 9            | 9            | 8            | 8            | 7            | 9            | 9               | 9               | 170          | 12,57%       | 7,50%  | 10,04% | 7 |
| 06               | Leonardo de Andreis | 7            | 9            | 9            | 9            | 8            | 8            | 9            | 8            | 8            | 7            | 10           | 8            | 8            | 8            | 9            | 10           | 9            | 8            | 9               | 9               | 170          | 12,57%       | 12,17% | 12,37% | 4 |
| 07               | Elena Manuele       | 8            | 9            | 9            | 9            | 8            | 9            | 9            | 9            | 7            | 9            | 9            | 10           | 9            | 9            | 9            | 8            | 9            | 9            | 8               | 9               | 175          | 12,94%       | 11,10% | 12,02% | 5 |
| 08               | Ouiam               | 7            | 9            | 8            | 9            | 8            | 8            | 7            | 8            | 7            | 7            | 9            | 8            | 9            | 8            | 9            | 10           | 7            | 8            | 9               | 9               | 166          | 12,28%       | 14,33% | 13,30% | 2 |

Legenda:

D Voto ottenuto dall'Academy dopo la prova duetto

Q Voto ottenuto dall'Academy dopo la prova quartetto

#### Brani eseguiti
| Interprete          | Canzoni cantate da solista | Giudice che ha scelto il pezzo |
| ------------------- | -------------------------- | ------------------------------ |
| Raffaele Renda      | Luce (tramonti a nord est) | Baby K                         |
| Raffaele Renda      | Una lacrima sul viso       | Zanicchi                       |
| Bianca Moccia       | Adesso tu                  | Ricchi e Poveri                |
| Luna Farina         | Di sole e d'azzurro        | Maionchi                       |
| Luna Farina         | Quando quando quando       | Zanicchi                       |
| Rocco               | 4/3/1943                   | Hunt                           |
| Zaira               | Io che non vivo (senza te) | D'Avena                        |
| Leonardo de Andreis | Laura non c'è              | Masini                         |
| Elena Manuele       | Se stiamo insieme          | Zanicchi                       |
| Elena Manuele       | Grazie dei fiori           | Baiguini                       |
| Ouiam               | Almeno tu nell'universo    | Mietta                         |

| Interpreti                          | Canzoni cantate in duetto  |
| ----------------------------------- | -------------------------- |
| Luna Farina e Rocco                 | Pazzo di lei               |
| Leonardo de Andreis e Elena Manuele | Ti lascerò                 |
| Raffaele Renda e Bianca Moccia      | Fatti avanti amore         |
| Zaira e Ouiam                       | Ti penso e cambia il mondo |

| Interpreti                                           | Canzoni cantate in quartetto |
| ---------------------------------------------------- | ---------------------------- |
| Zaira, Raffaele Renda, Elena Manuele e Bianca Moccia | Perdere l'amore              |
| Rocco, Luna Farina, Leonardo de Andreis e Ouiam      | Eclissi del cuore            |

### Quarta puntata
La quarta puntata è andata in onda il 14 marzo 2018.
| Ordine di uscita | Interprete          | Voto Academy | Voto Academy | Voto Academy | Voto Academy | Voto Academy | Voto Academy | Voto Academy | Voto Academy | Voto Academy | Voto Academy | Voto Academy | Voto Academy | Voto Academy | Voto Academy | Voto Academy | Voto Academy | Voto Academy | Voto Academy | Voto Academy    | Voto Academy    | Voto Academy | Voto Academy | T      | A+T    | # |
| Ordine di uscita | Interprete          | Maionchi     | Maionchi     | Hunt         | Hunt         | Zanicchi     | Zanicchi     | Baby K       | Baby K       | Masini       | Masini       | Canalis      | Canalis      | D'Avena      | D'Avena      | Baiguini     | Baiguini     | Mietta       | Mietta       | Ricchi e Poveri | Ricchi e Poveri | Totale       | A            | T      | A+T    | # |
| Ordine di uscita | Interprete          | D            | M            | D            | M            | D            | M            | D            | M            | D            | M            | D            | M            | D            | M            | D            | M            | D            | M            | D               | M               | Totale       | A            | T      | A+T    | # |
| ---------------- | ------------------- | ------------ | ------------ | ------------ | ------------ | ------------ | ------------ | ------------ | ------------ | ------------ | ------------ | ------------ | ------------ | ------------ | ------------ | ------------ | ------------ | ------------ | ------------ | --------------- | --------------- | ------------ | ------------ | ------ | ------ | - |
| 1                | Leonardo de Andreis | 9            | 8            | 9            | 9            | 9            | 8            | 9            | 8            | 8            | 8            | 8            | 6            | 9            | 8            | 10           | 9            | 8            | 8            | 10              | 10              | 171          | 16,91%       | 13,91% | 15,41% | 6 |
| 2                | Luna Farina         | 8            | 8            | 9            | 8            | 8            | 8            | 9            | 9            | 8            | 7            | 10           | 10           | 8            | 9            | 8            | 8            | 10           | 9            | 9               | 10              | 173          | 17,11%       | 13,82% | 15,46% | 3 |
| 3                | Raffaele Renda      | 7            | 8            | 10           | 9            | 8            | 8            | 10           | 8            | 7            | 8            | 9            | 8            | 9            | 9            | 9            | 7            | 10           | 9            | 9               | 9               | 171          | 16,91%       | 24,68% | 20,80% | 1 |
| 4                | Rocco               | 8            | 6            | 10           | 8            | 9            | 8            | 7            | 7            | 8            | 6            | 9            | 6            | 10           | 8            | 10           | 6            | 6            | 7            | 8               | 8               | 155          | 15,33%       | 16,00% | 15,67% | 4 |
| 5                | Ouiam               | 7            | 7            | 9            | 9            | 10           | 8            | 9            | 8            | 7            | 7            | 8            | 6            | 9            | 9            | 9            | 7            | 8            | 9            | 8               | 8               | 162          | 16,02%       | 14,21% | 15,12% | 5 |
| 6                | Elena Manuele       | 10           | 8            | 10           | 10           | 8            | 8            | 9            | 8            | 9            | 8            | 8            | 7            | 10           | 9            | 10           | 8            | 10           | 9            | 10              | 10              | 179          | 17,71%       | 17,39% | 17,55% | 2 |

Legenda:
D Voto ottenuto dall'Academy dopo la prova duetto
M Voto ottenuto dall'Academy dopo la prova medley

#### Brani eseguiti
| Interprete          | Giudice         | Canzoni cantate in duetto            |
| ------------------- | --------------- | ------------------------------------ |
| Leonardo de Andreis | Ricchi e Poveri | La prima cosa bella e Che sarà       |
| Luna Farina         | Baby K          | Roma-Bangkok e Voglio ballare con te |
| Raffaele Renda      | Mietta          | Vattene amore                        |
| Rocco               | Rocco Hunt      | Nu juorno buono                      |
| Ouiam               | Iva Zanicchi    | Zingara                              |
| Elena Manuele       | Marco Masini    | Ci vorrebbe il mare                  |

| Interpreti                                                                      | Ospiti                              | Medley di canzoni                                          |
| ------------------------------------------------------------------------------- | ----------------------------------- | ---------------------------------------------------------- |
| Leonardo de Andreis, Luna Farina, Raffaele Renda, Rocco, Ouiam ed Elena Manuele | Protagonisti del Musical Mamma Mia! | Dancing Queen, S.O.S., The Winner Takes It All e Mamma Mia |

### Quinta puntata
La quinta puntata è andata in onda il 16 marzo 2018.
| Ordine di uscita | Interprete          | Voto Academy | Voto Academy | Voto Academy | Voto Academy | Voto Academy | Voto Academy | Voto Academy | Voto Academy | Voto Academy | Voto Academy | Voto Academy | Voto Academy | Voto Academy | Voto Academy | Voto Academy | Voto Academy | Voto Academy | Voto Academy | Voto Academy | Voto Academy | Voto Academy | Voto Academy | Voto Academy | Voto Academy | Voto Academy | Voto Academy | Voto Academy | Voto Academy    | Voto Academy    | Voto Academy    | Voto Academy | Voto Academy | T      | A+T    | # | Televoto finalissima |
| Ordine di uscita | Interprete          | Maionchi     | Maionchi     | Maionchi     | Hunt         | Hunt         | Hunt         | Zanicchi     | Zanicchi     | Zanicchi     | Baby K       | Baby K       | Baby K       | Masini       | Masini       | Masini       | Canalis      | Canalis      | Canalis      | D'Avena      | D'Avena      | D'Avena      | Baiguini     | Baiguini     | Baiguini     | Mietta       | Mietta       | Mietta       | Ricchi e Poveri | Ricchi e Poveri | Ricchi e Poveri | Totale       | A            | T      | A+T    | # | Televoto finalissima |
| Ordine di uscita | Interprete          | D            | G            | M            | D            | G            | M            | D            | G            | M            | D            | G            | M            | D            | G            | M            | D            | G            | M            | D            | G            | M            | D            | G            | M            | D            | G            | M            | D               | G               | M               | Totale       | A            | T      | A+T    | # | Televoto finalissima |
| ---------------- | ------------------- | ------------ | ------------ | ------------ | ------------ | ------------ | ------------ | ------------ | ------------ | ------------ | ------------ | ------------ | ------------ | ------------ | ------------ | ------------ | ------------ | ------------ | ------------ | ------------ | ------------ | ------------ | ------------ | ------------ | ------------ | ------------ | ------------ | ------------ | --------------- | --------------- | --------------- | ------------ | ------------ | ------ | ------ | - | -------------------- |
| 01               | Luna Farina         | 8            | 9            | 8            | 7            | 8            | 8            | 8            | 8            | 9            | 9            | 9            | 9            | 8            | 8            | 8            | 9            | 10           | 10           | 9            | 9            | 9            | 9            | 10           | 9            | 9            | 10           | 10           | 9               | 9               | 8               | 263          | 24,95%       | 15,65% | 20,30% | 4 | N.D.                 |
| 02               | Raffaele Renda      | 9            | 8            | 9            | 10           | 10           | 9            | 9            | 9            | 10           | 9            | 9            | 8            | 9            | 8            | 9            | 10           | 8            | 10           | 8            | 9            | 10           | 8            | 9            | 9            | 10           | 9            | 10           | 8               | 9               | 10              | 272          | 25,81%       | 26,93% | 26,37% | 2 | 39,05%               |
| 03               | Leonardo de Andreis | 8            | 8            | 8            | 9            | 8            | 8            | 8            | 8            | 9            | 8            | 8            | 7            | 7            | 8            | 8            | 9            | 8            | 10           | 9            | 8            | 9            | 8            | 9            | 8            | 8            | 8            | 9            | 9               | 10              | 9               | 251          | 23,81%       | 18,45% | 21,13% | 3 | N.D.                 |
| 04               | Elena Manuele       | 7            | 10           | 8            | 9            | 10           | 9            | 9            | 8            | 9            | 7            | 8            | 10           | 7            | 10           | 8            | 8            | 10           | 10           | 9            | 10           | 10           | 9            | 10           | 10           | 8            | 9            | 10           | 8               | 9               | 9               | 268          | 25,43%       | 38,98% | 32,20% | 1 | 60,95%               |

Legenda:
D Voto ottenuto dall'Academy dopo la prova duetto con ospite
G Voto ottenuto dall'Academy dopo la prova scelta dal giudice di puntata
M Voto ottenuto dall'Academy dopo la prova musical

#### Brani eseguiti
| Interprete          | Ospite        | Canzoni cantate in duetto con ospite              | Canzoni scelte dal giudice di puntata | Prova Musical                                                                 | Duello finale       |
| ------------------- | ------------- | ------------------------------------------------- | ------------------------------------- | ----------------------------------------------------------------------------- | ------------------- |
| Elena Manuele       | Gino Paoli    | Il cielo in una stanza e Una lunga storia d'amore | L'essenziale                          | Canzoni tratte dal musical Jesus Christ Superstar interpretate con Ted Neeley | Mentre tutto scorre |
| Raffaele Renda      | Michele Bravi | Il diario degli errori                            | L'immensità                           | Canzoni tratte dal musical Jesus Christ Superstar interpretate con Ted Neeley | Mentre tutto scorre |
| Leonardo De Andreis | The Kolors    | Frida (mai, mai, mai)                             | Il ragazzo della via Gluck            | Canzoni tratte dal musical Jesus Christ Superstar interpretate con Ted Neeley | Eliminati           |
| Luna Farina         | Giusy Ferreri | Volevo te e Partiti adesso                        | Nel blu, dipinto di blu               | Canzoni tratte dal musical Jesus Christ Superstar interpretate con Ted Neeley | Eliminati           |

## Tabellone delle eliminazioni
| Interprete          | Puntata 1 | Puntata 1 | Puntata 1 | Puntata 1 | Puntata 2              | Puntata 2              | Puntata 2              | Puntata 2              | Puntata 3              | Puntata 3              | Puntata 3              | Puntata 3              | Puntata 4              | Puntata 4              | Puntata 4              | Puntata 4              | Puntata 5              | Puntata 5              | Puntata 5              | Puntata 5              | Puntata 5              | Classifica finale |
| Interprete          | A         | T         | A+T       | #         | A                      | T                      | A+T                    | #                      | A                      | T                      | A+T                    | #                      | A                      | T                      | A+T                    | #                      | A                      | T                      | A+T                    | #                      | TF                     | Classifica finale |
| ------------------- | --------- | --------- | --------- | --------- | ---------------------- | ---------------------- | ---------------------- | ---------------------- | ---------------------- | ---------------------- | ---------------------- | ---------------------- | ---------------------- | ---------------------- | ---------------------- | ---------------------- | ---------------------- | ---------------------- | ---------------------- | ---------------------- | ---------------------- | ----------------- |
| Elena Manuele       | 8,51%     | 8,41%     | 8,46%     | 05        | 11,27%                 | 8,33%                  | 9,80%                  | 06                     | 12,94%                 | 11,10%                 | 12,02%                 | 05                     | 17,71%                 | 17,39%                 | 17,55%                 | 02                     | 25,43%                 | 38,98%                 | 32,20%                 | 01                     | 60,95%                 | 01                |
| Raffaele Renda      | 8,40%     | 14,45%    | 11,43%    | 02        | 10,55%                 | 16,63%                 | 13,59%                 | 01                     | 12,80%                 | 18,96%                 | 15,88%                 | 01                     | 16,91%                 | 24,68%                 | 20,80%                 | 01                     | 25,81%                 | 26,93%                 | 26,37%                 | 02                     | 39,05%                 | 02                |
| Leonardo de Andreis | 8,30%     | 9,09%     | 8,69%     | 03        | 9,70%                  | 7,31%                  | 8,51%                  | 08                     | 12,57%                 | 12,17%                 | 12,37%                 | 04                     | 16,91%                 | 13,91%                 | 15,41%                 | 06                     | 23,81%                 | 18,45%                 | 21,13%                 | 03                     |                        | 03                |
| Luna Farina         | 9,23%     | 2,41%     | 5,82%     | 12        | 10,91%                 | 12,51%                 | 11,71%                 | 02                     | 12,80%                 | 13,11%                 | 12,95%                 | 03                     | 17,11%                 | 13,82%                 | 15,46%                 | 03                     | 24,95%                 | 15,65%                 | 20,30%                 | 04                     |                        | 04                |
| Rocco               | 9,34%     | 15,57%    | 12,45%    | 01        | 9,58%                  | 11,92%                 | 10,75%                 | 04                     | 11,54%                 | 13,07%                 | 12,30%                 | 06                     | 15,33%                 | 16,00%                 | 15,67%                 | 04                     | ELIMINATO (SEMIFINALE) | ELIMINATO (SEMIFINALE) | ELIMINATO (SEMIFINALE) | ELIMINATO (SEMIFINALE) | ELIMINATO (SEMIFINALE) | 05                |
| Ouiam               | 8,51%     | 6,23%     | 7,37%     | 09        | 9,58%                  | 12,37%                 | 10,97%                 | 03                     | 12,28%                 | 14,33%                 | 13,30%                 | 02                     | 16,02%                 | 14,21%                 | 15,12%                 | 05                     | ELIMINATA (SEMIFINALE) | ELIMINATA (SEMIFINALE) | ELIMINATA (SEMIFINALE) | ELIMINATA (SEMIFINALE) | ELIMINATA (SEMIFINALE) | 06                |
| Zaira               | 8,20%     | 9,25%     | 8,72%     | 04        | 10,30%                 | 7,67%                  | 8,98%                  | 07                     | 12,57%                 | 7,50%                  | 10,04%                 | 07                     | ELIMINATA (3ª PUNTATA) | ELIMINATA (3ª PUNTATA) | ELIMINATA (3ª PUNTATA) | ELIMINATA (3ª PUNTATA) | ELIMINATA (3ª PUNTATA) | ELIMINATA (3ª PUNTATA) | ELIMINATA (3ª PUNTATA) | ELIMINATA (3ª PUNTATA) | ELIMINATA (3ª PUNTATA) | 07                |
| Bianca Moccia       | 7,99%     | 7,54%     | 7,76%     | 08        | 10,06%                 | 10,17%                 | 10,12%                 | 05                     | 12,50%                 | 9,76%                  | 11,13%                 | 08                     | ELIMINATA (3ª PUNTATA) | ELIMINATA (3ª PUNTATA) | ELIMINATA (3ª PUNTATA) | ELIMINATA (3ª PUNTATA) | ELIMINATA (3ª PUNTATA) | ELIMINATA (3ª PUNTATA) | ELIMINATA (3ª PUNTATA) | ELIMINATA (3ª PUNTATA) | ELIMINATA (3ª PUNTATA) | 08                |
| Eleonora Pieri      | 8,82%     | 6,95%     | 7,89%     | 07        | 9,94%                  | 6,20%                  | 8,07%                  | 09                     | ELIMINATA (2ª PUNTATA) | ELIMINATA (2ª PUNTATA) | ELIMINATA (2ª PUNTATA) | ELIMINATA (2ª PUNTATA) | ELIMINATA (2ª PUNTATA) | ELIMINATA (2ª PUNTATA) | ELIMINATA (2ª PUNTATA) | ELIMINATA (2ª PUNTATA) | ELIMINATA (2ª PUNTATA) | ELIMINATA (2ª PUNTATA) | ELIMINATA (2ª PUNTATA) | ELIMINATA (2ª PUNTATA) | ELIMINATA (2ª PUNTATA) | 09                |
| Matteo Markus Bok   | 7,26%     | 9,67%     | 8,47%     | 06        | 8,12%                  | 6,88%                  | 7,50%                  | 10                     | ELIMINATO (2ª PUNTATA) | ELIMINATO (2ª PUNTATA) | ELIMINATO (2ª PUNTATA) | ELIMINATO (2ª PUNTATA) | ELIMINATO (2ª PUNTATA) | ELIMINATO (2ª PUNTATA) | ELIMINATO (2ª PUNTATA) | ELIMINATO (2ª PUNTATA) | ELIMINATO (2ª PUNTATA) | ELIMINATO (2ª PUNTATA) | ELIMINATO (2ª PUNTATA) | ELIMINATO (2ª PUNTATA) | ELIMINATO (2ª PUNTATA) | 10                |
| Alexéf              | 7,05%     | 7,12%     | 7,08%     | 10        | ELIMINATO (1ª PUNTATA) | ELIMINATO (1ª PUNTATA) | ELIMINATO (1ª PUNTATA) | ELIMINATO (1ª PUNTATA) | ELIMINATO (1ª PUNTATA) | ELIMINATO (1ª PUNTATA) | ELIMINATO (1ª PUNTATA) | ELIMINATO (1ª PUNTATA) | ELIMINATO (1ª PUNTATA) | ELIMINATO (1ª PUNTATA) | ELIMINATO (1ª PUNTATA) | ELIMINATO (1ª PUNTATA) | ELIMINATO (1ª PUNTATA) | ELIMINATO (1ª PUNTATA) | ELIMINATO (1ª PUNTATA) | ELIMINATO (1ª PUNTATA) | ELIMINATO (1ª PUNTATA) | 11                |
| Sharon              | 8,40%     | 3,31%     | 5,86%     | 11        | ELIMINATA (1ª PUNTATA) | ELIMINATA (1ª PUNTATA) | ELIMINATA (1ª PUNTATA) | ELIMINATA (1ª PUNTATA) | ELIMINATA (1ª PUNTATA) | ELIMINATA (1ª PUNTATA) | ELIMINATA (1ª PUNTATA) | ELIMINATA (1ª PUNTATA) | ELIMINATA (1ª PUNTATA) | ELIMINATA (1ª PUNTATA) | ELIMINATA (1ª PUNTATA) | ELIMINATA (1ª PUNTATA) | ELIMINATA (1ª PUNTATA) | ELIMINATA (1ª PUNTATA) | ELIMINATA (1ª PUNTATA) | ELIMINATA (1ª PUNTATA) | ELIMINATA (1ª PUNTATA) | 12                |

Legenda:

## Ascolti
Il programma viene trasmesso nella prima serata del venerdì. Il 2 marzo la trasmissione non va in onda per lasciare spazio ad uno speciale elettorale di Porta a porta. L'appuntamento viene recuperato mercoledì 14 marzo.
| Puntata | Messa in onda    | Telespettatori | Share | Giudice speciale | Ospiti                                                                    |
| ------- | ---------------- | -------------- | ----- | ---------------- | ------------------------------------------------------------------------- |
| 1       | 16 febbraio 2018 | 4 513 000      | 20,4% | Paolo Bonolis    | Richard Gere                                                              |
| 2       | 23 febbraio 2018 | 4 072 000      | 18,5% | Simona Ventura   | Arisa, Roby Facchinetti e Riccardo Fogli                                  |
| 3       | 9 marzo 2018     | 3.765.000      | 17,3% | Carlo Conti      | Massimo Ranieri                                                           |
| 4       | 14 marzo 2018    | 3 210 000      | 14,6% | Toto Cutugno     | Simon Le Bon e il cast del musical Mamma Mia!                             |
| 5       | 16 marzo 2018    | 4 277 000      | 19,8% | Pippo Baudo      | The Kolors, Michele Bravi, Giusy Ferreri, Gino Paoli, Ted Neeley e Europe |
| Media   | Media            | 3 967 000      | 18,1% |                  |                                                                           |